# Оттавьяно
Оттавьяно (итал. Ottaviano, неап. Uttajano) — коммуна в Италии, располагается в регионе Кампания, в провинции Неаполь.
Население составляет 24 500 человек (2008 г.), плотность населения — 1234 чел./км². Занимает площадь 20 км². Почтовый индекс — 80044. Телефонный код — 081.
Покровителем коммуны почитается архангел Михаил, празднование 8 мая.

## Демография
Динамика населения:

## Администрация коммуны
- Официальный сайт: http://www.comune.ottaviano.na.it Архивная копия от 28 декабря 2019 на Wayback Machine